# Base W
La Base W - Isla Detaille (en inglés: Station W — Detaille Island) es una estación cerrada de investigación del Reino Unido situada en un istmo estrecho en el extremo norte de la isla Detaille en el fiordo Lallemand de la costa Loubet, península Antártica. En esta base se realizaron investigaciones sobre geología y meteorología.

## Historia
La base fue inaugurada el 21 de febrero de 1956 para contribuir a los esfuerzos del Año Geofísico Internacional. Fue cerrada el 31 de marzo de 1959 cuando su personal fue transferido a la Base Y debido a que el clima y el hielo marino hicieron imposible su reabastecimiento. Fue conocida como Loubet Coast hasta junio de 1959. Las instalaciones se han mantenido en relativamente buenas condiciones.

## Refugio Orford Cliff
El Refugio Orford Cliff (Refuge — Orford Cliff o Johnston’s Point) (66°55′S 66°30′O / -66.917, -66.500) ubicado en Orford Cliff y asociado a la Base W, fue usado intermitentemente entre el 21 de febrero de 1957 y el 10 de enero de 1959 para investigaciones sobre geología. Fue demolido y removido el 25 de marzo de 1997, permaneciendo solo las fundaciones de concreto.

## Sitio y Monumento Histórico
El sitio fue limpiado en 1996-1997. En 2009 fue designado Sitio y Monumento Histórico SMH-83 Base “W”, isla Detaille, fiordo Lallemand, Costa Loubet a propuesta y gestión del Reino Unido. El sitio consiste en una cabaña, diversas estructuras afines y anexos, entre ellos un pequeño depósito de suministros para situaciones de emergencia, casetas para perros, una torre de anemómetro y dos mástiles tubulares de acero estándar.